# Municipio de Jaruco
Municipio de Jaruco är en kommun i Kuba.   Den ligger i provinsen Provincia Mayabeque, i den västra delen av landet, 40 km öster om huvudstaden Havanna. Antalet invånare är 25 658. Arean är 276 kvadratkilometer.
Terrängen i Municipio de Jaruco är huvudsakligen platt, men västerut är den kuperad.